# 雲林縣立北港國民中學
雲林縣立北港國民中學（英語校名：Yunlin County Peikang Junior High School，縮寫PKJH），簡稱北港國中、北中，是雲林縣北港鎮的一所國民中學。位於雲林縣北港鎮民生路102號。常與鎮上另一所國中做比較，即雲林縣立建國國民中學。

## 學校沿革
- 1946年，「臺南縣立北港初級中學」創校。

- 1948年，與「臺南縣立北港女子家政職業學校」合併，次年增設高中部並改名「臺南縣立北港中學」。

- 1950年雲林縣成立， 改名「雲林縣立北港中學」。1953年，接辦北港鎮立中級補習學校，1956年改制為「雲林縣立北港初級中學」，並成立「東勢分部」。

- 1957年，成立「元長分部」。

- 1960年，成立「水林分部」。

- 1961年，東勢分部奉准獨立為「雲林縣立東勢初級中學」（今雲林縣立東勢國民中學）。

- 1962年，元長分部奉准獨立為「雲林縣立元長初級中學」（今雲林縣立元長國民中學）。

- 1963年，水林分部奉准獨立為「雲林縣立水林初級中學」（今雲林縣立水林國民中學）。

- 1968年，隨九年國教實施而改制為國中，稱「雲林縣立北港國民中學」。

### 歷任校長
| 任次 | 姓名   | 就職日期  | 卸任日期  | 備註                             |
| ---- | ------ | --------- | --------- | -------------------------------- |
| 1    | 紀聯東 | 35年4月   | 42年1月   |                                  |
| 2    | 林新村 | 42年1月   | 46年8月   |                                  |
| 3    | 蘇本煌 | 46年8月   | 49年10月  |                                  |
| 4    | 吳清松 | 49年11月  | 56年7月   |                                  |
| 5    | 周鐵生 | 56年7月   | 68年3月   |                                  |
| 6    | 吳維鐘 | 68年5月   | 68年8月   | 雲林縣政府教育處督學兼代校長職務 |
| 6    | 龔顯塘 | 68年9月   | 74年2月   |                                  |
| 7    | 洪甫田 | 74年3月   | 79年8月   |                                  |
| 8    | 林國統 | 79年8月   | 86年8月   |                                  |
| 9    | 呂忠儀 | 86年8月   | 94年7月   | 原雲林縣立水林國民中學轉任       |
| 10   | 呂松林 | 94年8月   | 99年7月   |                                  |
| 11   | 梁恩嘉 | 99年8月   | 105年11月 | 調任雲林縣政府教育處處長         |
| 12   | 洪浩宸 | 105年12月 | 106年7月  | 教務主任代理                     |
| 12   | 施協志 | 106年8月  |           | 原雲林縣立飛沙國民中學轉任       |

- 以上日期都為民國紀年

## 教育目標
- 該校聲稱之教育目標如下：

1. 薪傳：傳承笨港文化，重視歷史古蹟，擴大藝術文化風采。
2. 創新：培養科學態度，主動探索研究，發揮積極創新精神。
3. 關懷：編行本位課程，結合社區資源，成就關懷社會情操。
4. 精緻：實施小班教學，加強師生溝通，促進校園和諧氣氛。
5. 成長：營造學習環境，養成閱讀習慣，達成永續成長目標。

## 著名校友
- 蘇治芬，前雲林縣長、立法委員。
- 李進勇，前雲林縣長、現任中選會主委。
- 蔡孟真，現任雲林縣議員。

李文斌

## 外部連結
- 雲林縣立北港國民中學 （页面存档备份，存于）（繁體中文）
- 雲林縣立北港國民中學的Facebook專頁